# Козел Олександр Григорович
Олександр Григорович Козел (12.04.1987—16.05.2022) — старший солдат Збройних Сил України, учасник російсько-української війни, який загинув під час російського вторгнення в Україну.

## Життєпис
Народився 12 квітня 1987 року в м. Глобине на Полтавщині.
У 2002 році закінчив Глобинську загальноосвітню школу І—ІІІ ступенів № 1 імені В. Є. Курченка.
8 лютого 2022 року був призваний за мобілізацією до Збройних Сил України та відправлений на військову службу за контрактом до 72 ОМБр.
16 травня 2022 року загинув унаслідок тяжкого поранення при підриві на ворожій протитанковій міні в Харківській області.

## Нагороди
- орден «За мужність» III ступеня (2022, посмертно) — за особисту мужність і самовіддані дії, виявлені у захисті державного суверенітету та територіальної цілісності України, вірність військовій присязі[4].